# 본성
본성(本性, 영어: nature, 라틴어: nātūra, 산스크리트어: svabhava, 팔리어: sabhāva)은 개별 존재가 본래 갖추고 있는 성품 또는 성질을 말한다. 본성을 줄여서 간단히 성(性)이라고도 하고 다른 말로는 성품(性品)이라고도 한다. 한자어 성(性)은 마음[心]과 태어남[生]의 두 낱말이 합성하여 이루어진 글자로, 문자 그대로의 뜻으로는 '태어나면서 갖추고 있는 마음'을 뜻한다. 라틴어 나투라(nātūra)도 '태어나다(birth)'라는 뜻의 동사 나시(nasci)에서 파생되었다.
사물에 대하여는 본성은 개개의 사물이 가지고 있는 고유한 성질 또는 근본 성질을 말하며, 사람에 대하여서는 모든 사람이 본래 갖추고 있는 덕(德)과 능력(能力)을 말한다.

## 같이 보기
- 불교
  - 불성
  - 여래장
  - 자성 · 자상
- 유교
  - 성선설
  - 성악설
  - 성정론

## 참고 문헌
- 곽철환 (2003). 《시공 불교사전》. 시공사 / 네이버 지식백과. |title=에 외부 링크가 있음 (도움말)
- (중국어) 星雲. 《佛光大辭典(불광대사전)》 3판. |title=에 외부 링크가 있음 (도움말)